# John F. Kennedy Jr.
John F. Kennedy, Jr., kallad John-John, född 25 november 1960 i Washington D.C., död 16 juli 1999 utanför Martha's Vineyard, Massachusetts, var en amerikansk advokat och chefredaktör. Han var son till president John F. Kennedy och Jacqueline Kennedy Onassis.

## Biografi
Kennedy Jr föddes strax efter att fadern, John F. Kennedy, hade valts till president. Den 22 november 1963 mördades hans far och dåvarande president i USA. Tre dagar senare, samma dag som han fyllde 3 år, begravdes president Kennedy på Arlingtonkyrkogården. Ett fotografi visar hur John-John gör honnör inför sin mördade fars kista.
Han läste juridik och arbetade ett tag som biträdande distriktsåklagare. 1995 grundade han den politiska tidskriften George för vilken han var chefredaktör. I september 1996 gifte han sig med Carolyn Bessette (1966–1999). Hon hade arbetat som PR-kvinna för modefirman Calvin Klein när hon träffade Kennedy Jr, men slutade arbeta då de gifte sig.
John F. Kennedy, Jr. omkom i en flygolycka på väg till en kusins bröllop, då hans privatplan havererade i havet vid Martha's Vineyard nära Cape Cod i Massachusetts. Vid olyckstillfället omkom även hans hustru och hennes syster, Lauren Bessette. John F Kennedy Jr blev 38 år gammal. Hans kropp påträffades fortfarande fastspänd i pilotsätet.